# Fabrizio Ramírez
Fabrizio Antonio Ramírez Montero (Heredia, 1 de abril de 1997) es un futbolista costarricense. Juega como mediocampista y su actual equipo es el Municipal Liberia de la Primera División de Costa Rica.

## Trayectoria

### Inicios de su carrera
Ramírez se formó en las ligas menores del C.S. Herediano, en el 2015 el técnico brasileño, Odir Jacques, decide darle oportunidad en el primer equipo durante el Campeonato de Verano 2015, para el siguiente certamen la dirigencia del club decidió cederlo a préstamo al cuadro del Belén F.C., que era dirigido por Breance Camacho, el jugador se mantuvo hasta final de ese año. Luego debido a que el cuerpo técnico del Herediano no tiene planeado contar con él para el Campeonato de Verano 2016, es cedido a préstamo al Santos de Guápiles, ahí se queda por 6 meses, ante la negativa de Herediano de utilizarlo decide marcharse a préstamo al Guadalupe F.C., donde ahí el jugador comienza a obtener regularidad y más minutos de juego, inclusive se convierte en uno de los más regulares en su club y en el Clausura 2018 termina siendo uno de los máximos anotadores para este equipo.
Para el Clausura 2019, Ramírez regresa a C.S. Herediano con la idea de jugar con este equipo, sin embargo en enero de 2019 recibe una oferta del O'Higgins del fútbol chileno y el volante es cedido a préstamo con opción de compra.

## Clubes
| Club                            | País       | Año               |
| ------------------------------- | ---------- | ----------------- |
| C.S. Herediano                  | Costa Rica | 2014              |
| Belén F.C.                      | Costa Rica | 2014 - 2015       |
| Santos de Guápiles              | Costa Rica | 2015 - 2016       |
| C.S. Herediano                  | Costa Rica | 2016 - 2017       |
| Guadalupe F.C.                  | Costa Rica | 2017 - 2018       |
| O'Higgins                       | Chile      | 2019              |
| C.S. Herediano                  | Costa Rica | 2020 -2021        |
| Asociación Deportiva San Carlos | Costa Rica | 2021              |
| Guadalupe F.C.                  | Costa Rica | 2022 - 2023       |
| Municipal Liberia               | Costa Rica | 2023 - Actualidad |

## Estadísticas
Estadísticas actualizadas hasta el 17 de enero de 2022
| Club | Temporada        | Div.             | Liga     | Liga  | Copas nacionales(1) | Copas nacionales(1) | Copas internacionales(2) | Copas internacionales(2) | Total    | Total |
| Club | Temporada        | Div.             | Partidos | Goles | Partidos            | Goles               | Partidos                 | Goles                    | Partidos | Goles |
| C.S. Herediano · Costa Rica                                                                                 | 2014             | 1.ª              | 1        | 0     | 0                   | 0                   | 0                        | 0                        | 1        | 0     |
| C.S. Herediano · Costa Rica                                                                                 | 2016-17          | 1.ª              | 2        | 0     | 0                   | 0                   | 0                        | 0                        | 2        | 0     |
| C.S. Herediano · Costa Rica                                                                                 | Total club       | Total club       | 3        | 0     | 0                   | 0                   | 0                        | 0                        | 3        | 0     |
| Belén F.C. · Costa Rica                                                                                     | 2014-15          | 1.ª              | 3        | 0     | 0                   | 0                   | 0                        | 0                        | 3        | 0     |
| Belén F.C. · Costa Rica                                                                                     | Total club       | Total club       | 3        | 0     | 0                   | 0                   | 0                        | 0                        | 3        | 0     |
| Santos de Guápiles · Costa Rica                                                                             | 2015-16          | 1.ª              | 11       | 0     | 0                   | 0                   | 0                        | 0                        | 11       | 0     |
| Santos de Guápiles · Costa Rica                                                                             | 2016-17          | 1.ª              | 1        | 0     | 0                   | 0                   | 0                        | 0                        | 1        | 0     |
| Santos de Guápiles · Costa Rica                                                                             | Total club       | Total club       | 12       | 0     | 0                   | 0                   | 0                        | 0                        | 12       | 0     |
| Guadalupe F.C. · Costa Rica                                                                                 | 2017-18          | 1.ª              | 30       | 5     | 0                   | 0                   | 0                        | 0                        | 30       | 5     |
| Guadalupe F.C. · Costa Rica                                                                                 | 2018-19          | 1.ª              | 21       | 4     | 0                   | 0                   | 0                        | 0                        | 21       | 4     |
| Guadalupe F.C. · Costa Rica                                                                                 | Total club       | Total club       | 51       | 9     | 0                   | 0                   | 0                        | 0                        | 51       | 9     |
| O'Higgins · Chile                                                                                           | 2019             | 1.ª              | 19       | 0     | 2                   | 0                   | 0                        | 0                        | 21       | 0     |
| O'Higgins · Chile                                                                                           | Total club       | Total club       | 19       | 0     | 2                   | 0                   | 0                        | 0                        | 21       | 0     |
| Asociación Deportiva San Carlos · Costa Rica                                                                | 2021             | 1.ª              | 14       | 1     | 0                   | 0                   | 0                        | 0                        | 14       | 1     |
| Asociación Deportiva San Carlos · Costa Rica                                                                | Total club       | Total club       | 14       | 1     | 0                   | 0                   | 0                        | 0                        | 14       | 1     |
| Guadalupe F.C. · Costa Rica                                                                                 | 2022             | 1.ª              | 2        | 1     | 0                   | 0                   | 0                        | 0                        | 2        | 1     |
| Guadalupe F.C. · Costa Rica                                                                                 | Total club       | Total club       | 2        | 1     | 0                   | 0                   | 0                        | 0                        | 2        | 1     |
| Total en carrera                                                                                            | Total en carrera | Total en carrera | 104      | 11    | 2                   | 0                   | 0                        | 0                        | 106      | 11    |
| (1)Incluye datos de la Copa Chile. (2)Incluye datos de la Copa Libertadores de América y Copa Sudamericana. |                  |                  |          |       |                     |                     |                          |                          |          |       |

### Resumen estadístico
|                                | Partidos | Goles |
| ------------------------------ | -------- | ----- |
| Primera División de Costa Rica | 85       | 11    |
| Primera División de Chile      | 19       | 0     |
| Copa Chile                     | 2        | 0     |
| Total                          | 106      | 11    |

## Palmarés

### Títulos nacionales
| Título                         | Club          | País       | Año  |
| ------------------------------ | ------------- | ---------- | ---- |
| Primera División de Costa Rica | C.S Herediano | Costa Rica | 2017 |
| Supercopa de Costa Rica        | C.S Herediano | Costa Rica | 2020 |